# Сторожевая (Вологодская область)
Сторожевая — деревня в Никольском районе Вологодской области.
Входит в состав Пермасского сельского поселения, с точки зрения административно-территориального деления — в Пермасский сельсовет.
Расстояние по автодороге до районного центра Никольска — 32 км, до центра муниципального образования Пермаса — 4 км. Ближайшие населённые пункты — Блудново, Липово, Пермас.
По переписи 2002 года население — 3 человека.